# 장아이핑

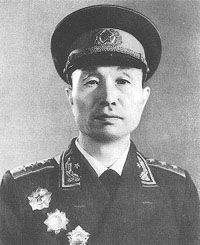

장아이핑(중국어: 张爱萍, Wade–Giles: Chang Ai-p'ing, 1910년 1월 9일 ~ 2003년 7월 5일)은 중화인민공화국의 군인이다.

## 생애
장아이핑은 1928년 공산당이 주도한 농촌 봉기에 가담한 뒤 중국 공산당에 입당했다. 그는 대장정에 참가하여 중국 적군에서 야전사령관으로 복무했으며 처음에는 장개석의 국민당군과 싸웠고 나중에는 제2차 중일전쟁에서 일본제국군과 싸웠다. 제2차 세계대전 동안 장아이핑은 1942년 4월 지미 둘리틀(Jimmy Doolittle) 중령이 이끄는 도쿄 폭격 이후 중국에 불시착한 미국 비행 승무원을 구조하기 위해 파견된 게릴라 밴드를 지휘했다.
1949년 이후 장은 중국 군대의 중요한 건설자였다. 그는 제1인민해방군 해군을 지휘했고 한국전쟁에서 군단장을 역임했다. 집으로 돌아온 그는 일련의 중요한 군사 및 정치 직책을 역임했다. 1955년에 장군이 되었다.
장아이핑은 반혁명 범죄 혐의로 기소되었고 문화 혁명 기간 동안 많은 베테랑 공산주의자들이 마오쩌둥의 지속적인 혁명 비전에서 영감을 얻은 홍위대의 공격을 받아 다리 중 하나가 부러졌을 때 모든 직위에서 해고되었다. 나중에 장아이핑은 "문화 혁명이 성공한 유일한 것은 나에게 지팡이를 준 것이다."라고 말했다. 그는 1973년에 다시 나타나 1982년부터 1988년까지 국방장관을 역임했다. 그는 PLA 참모부 부국장, 부총리를 역임했으며 PLA 현대화를 추구하는 핵심 위원회의 의장을 역임했다.
1989년 천안문 광장 시위에서 장아이핑은 베이징 육군의 계엄령 시행에 반대하는 서한에 서명했다.